# SoftBank 822P
SoftBank 822P（ソフトバンク はちにいに ピー）は、パナソニックによって開発された、ソフトバンクモバイルの第三世代携帯電話 (SoftBank 3G) 端末である。

## 主な機能・サービス
| 主な対応サービス         | 主な対応サービス       | 主な対応サービス     | 主な対応サービス |
| ------------------------ | ---------------------- | -------------------- | ---------------- |
| S!一斉トーク             | S!ともだち状況         | Yahoo!mocoa          |                  |
| S!ループ                 | S!タウン               | S!速報ニュース       |                  |
| PCサイトブラウザ         | 電子コミック           | S!アプリ             |                  |
| 着うたフル／着うた       | アレンジメール         | S!電話帳バックアップ |                  |
| S!FeliCa                 | S!ミュージックコネクト | S!GPSナビ            |                  |
| コンテンツおすすめメール | TVコール               | 国際ローミング       |                  |
| ワンセグ                 | 3G ハイスピード        | S!おなじみ操作       |                  |

## 特徴
薄さ8.9ｍｍ（8.4ｍｍのSoftBank 708SCに0.5mm差で迫る）のストレートデザインが特徴の端末。ただし同時発表の920Pと違いワンセグ、FeliCa等は搭載されていない、ミュージックの機能も着うたフルにしか対応しないなど機能性がシンプルである事が特徴。カメラ画素数では200万画素CMOSを搭載し、外部メモリーも2GBまでのmicroSD（microSDHCは非対応）となっている。
- ポストペイ向け端末とプリモバイル向け端末があるが仕様は同じであり、機能の使用可否はSoftBank 3G USIMカードに依存する。
- 故に3GポストペイのUSIMカードを装着することによりY!ケータイ、S!アプリ、国際ローミング(3G+GSM)の使用が可能となる。
- なお本体価格はプリペイド向けがはるかに低価格である。ただし、2009年4月時点で、プリモバイルセットとしてリリースされた端末では唯一、ACアダプタを別途要する（他は、SoftBank 730SCまでリリースされたものはすべて急速充電器が同梱されていたが、後にSoftBank 821SC・SoftBank 740SCがACアダプタレスでリリースされた）ため、それを加味すればソフトバンクにおけるプリペイド端末の中では高価な類となる（後に、ワンセグ対応のSoftBank 821SCがそれを上回っている。厳密には、2009年12月上旬の一時期のみオンラインショップで取扱があったSoftBank 831Pがさらにそれを上回ることになった）。
- パナモバの端末としては珍しく、卓上ホルダの設定がなされていない。

## 不具合
- 2008年3月27日、電源が入らない場合がある。また充電できない場合があるという不具合があることを発表。2008年4月10日よりソフトバンクは預かり修理もしくは改善品と交換する対応を取っている。この不具合のため一時販売を停止したが、同日より販売を再開している。
- 2010年9月14日以下の不具合の修正がソフトウェアの更新でなされた。 
  - 通話中、ごく稀に音声が途切れる場合がある。